# Aminek
Aminek (Ammi L.) – rodzaj roślin należący do rodziny selerowatych. W tradycyjnym, szerokim ujęciu rodzaj obejmuje 6 gatunków. Analizy filogenetyczne wykazały jednak, że zaliczano tu dwie bardzo odlegle spokrewnione grupy gatunków, w efekcie wyodrębniono rodzaj Visnaga. Niezależnie od ujęcia zaliczane tu gatunki występują w basenie Morza Śródziemnego i w południowo-zachodniej Azji. 
Dwa gatunki tu zaliczane (w szerokim ujęciu rodzaju) są szeroko rozpowszechnione w uprawie. Oba przejściowo dziczeją w Polsce – aminek wielki A. majus i aminek egipski A. visnaga, właśc. Visnaga daucoides.

## Systematyka
Rodzaj należący do podrodziny Apioideae Seemann, rodziny selerowatych (Apiaceae Lindl.), rzędu selerowców (Apiales Lindl.). W tradycyjnym, szerokim ujęciu zaliczano tu ok. 6 gatunków. Analizy filogenetyczne wykazały jednak, że zaliczano tu dwie bardzo odlegle spokrewnione grupy gatunków, w efekcie wyodrębniono rodzaj Visnaga.
Wykaz gatunków
- Ammi huntii H.C.Watson
- Ammi majus L. – aminek wielki
- Ammi trifoliatum (H.C.Watson) Trel.

Gatunki przeniesione do rodzaju Visnaga
- Ammi crinitum Guss. ≡ Visnaga crinita (Guss.) Giardina & Raimondo
- Ammi visnaga (L.) Lam. ≡ Visnaga daucoides Gaertn. – aminek egipski